# Лаковка (приток Преголи)
Лаковка (до 1947 года Лаак нем. Laak) — река в России, протекает по Центральному району города Калининграда.
Река Лаковка является правобережным притоком реки Преголи, её устье расположено в городской черте Калининграда в районе Правой набережной, в 4 километрах от устья реки Преголи.

## Данные водного реестра
По данным государственного водного реестра России относится к Балтийскому бассейновому округу, водохозяйственный участок реки — Преголя. Относится к речному бассейну реки Неман и рекам бассейна Балтийского моря (российская часть в Калининградской области).
Код объекта в государственном водном реестре — 01010000212104300010527.